# Забегайло, Иван Игнатьевич
Иван Игнатьевич Забегайло (13 мая 1917, Ростов-на-Дону, область Войска Донского — 23 декабря 1958, Симферополь) — участник Великой Отечественной войны, командир эскадрильи 1-го гвардейского истребительного авиационного ордена Ленина Краснознамённого полка 209-й истребительной авиационной дивизии 2-го истребительного авиационного корпуса 3-й воздушной армии Калининского фронта, гвардии старший лейтенант.  (1943).

## Биография
Родился 30 апреля (13 мая по новому стилю) 1917 года в городе Ростов-на-Дону в семье рабочего. Украинец. В 1931 году окончил 7 классов.
В Красной Армии с 1937 года. В том же году окончил Борисоглебскую военно-авиационную школу летчиков, служил в Военно-Воздушных Силах (ВВС).
Участник Великой Отечественной войны с июня 1941 года. Первые два военных года сражался лётчиком в 184-м истребительном авиационном полку и в 152-м истребительном авиационном полку, затем командиром авиационной эскадрильи 29-го истребительного авиационного ордена Ленина Краснознамённого полка, который за образцовое выполнение боевых задач и проявленные при этом мужество и героизм в оборонительных сражениях под Москвой приказом Народного комиссара обороны СССР И. В. Сталина от 6 декабря 1941 года № 347 был преобразован в 1-й гвардейский истребительный авиационный полк.
Командир эскадрильи гвардии старший лейтенант Иван Забегайло к марту 1943 года совершил 326 боевых вылетов, в 99 воздушных боях лично сбил 16 и в составе группы — 6 самолётов противника (по данным наградного листа, из этого числа подтвержденными являются 11 личных и 2 групповые победы).
Указом Президиума Верховного Совета СССР «О присвоении звания Героя Советского Союза начальствующему составу Военно-Воздушных сил Красной Армии» от 24 мая 1943 года за «образцовое выполнение боевых заданий командования на фронте борьбы с немецкими захватчиками и проявленные при этом отвагу и геройство» был удостоен звания Героя Советского Союза с вручением ордена Ленина и медали «Золотая Звезда» (№ 920).
Со второй половины 1943 года и окончания войны служил в 54-м гвардейском истребительном Керченском авиационном полку (1-я гвардейская истребительная авиационная дивизия, 1-й Белорусский фронт).
После войны продолжал службу в ВВС. С 1947 года майор И. И. Забегайло — в запасе. Член КПСС с 1946 года.
Жил и работал в городе Симферополь (Крым). Умер 23 декабря 1958 года. Похоронен на Воинском кладбище в Симферополе.

## Награды[5]
- орден Ленина (24.05.1943),
- медаль «Золотая Звезда» (24.05.1943),
- орден Красного Знамени (26.08.1942),
- Медаль «За боевые заслуги» (06.11.1947),
- медали.

## Память
На могиле в Симферополе (ул. Старозенитная, воинское кладбище) в 1958 году установлен памятник, являющийся Памятником истории местного значения.